# Цой, Валентин Евгеньевич
Валенти́н Евге́ньевич Цо́й (29 ноября 1952 — 12 июня 2021) — российский политик, бизнесмен, депутат Государственной думы РФ от Хабаровского края (1995—1999), специалист в области экономики, управления технологическими процессами, проектирования и обустройства нефтяных, газонефтяных месторождений, организации 2D, 3D, 4D математического моделирования, стандартизации. Доктор экономических наук (2005). Член КПСС (1974)/КПРФ (1994—1995).

## Биография
Родился 29 ноября 1952 года в городе Джума Самаркандской области Узбекской ССР. Кореец.
С 1973 года работал в сельском хозяйстве Кировского района Приморского края.
С 1977 года работал в Хабаровском крае бригадиром, начальником цеха, заместителем директора по производству Хабаровской бройлерной птицефабрики. В 1979 году окончил Приморский сельскохозяйственный институт.
C 1985 года — директор Хабаровского треста «Птицепром».
C 1988 года — председатель правления концерна «Экспа». В 1995 году окончил Академию народного хозяйства при Правительстве РФ, магистр государственного управления.
Доктор экономических наук, диссертация по теме: «Формирование стратегии устойчивого развития российской экономики в условиях глобализации».

### Семья
Женат. Имеет трёх дочерей.

## Политическая деятельность
В 1990 году был избран народным депутатом РСФСР от 249 одномандатного округа г. Хабаровска.
Работал председателем подкомитета по АТР в составе Комитета Верховного Совета РФ по международным делам и внешнеэкономическим связям. В 1991 г. был в числе 43 депутатов, проголосовавших против распада СССР.
В октябре 1993 года был на стороне защитников Верховного Совета РСФСР.
С 1995 по 1999 год — депутат Государственной думы Федерального Собрания РФ второго созыва:
- заместитель председателя Комитета ГД СФ РФ по информационной политике и связи
- член комиссии Межпарламентской Ассамблеи государств — участников СНГ по вопросам культуры, науки, образования и информации
- председатель Комиссии Государственной думы Федерального Собрания РФ и Конгресса по контролю за подготовкой и реализацией совместной программы Государственной думы РФ и Конгресса Соединенных Штатов Америки по жилищному строительству в России «Дом для вашей семьи» и создания правовых основ для развития ипотеки в России.

В декабре 1996 года баллотировался на должность главы администрации Хабаровского края. Набрал 7,23 % голосов, став вторым после действующего главы Виктора Ишаева (76,93 %). Занимал критическую позицию в отношении Ишаева.
В предвыборной программе заявлял:
Такие слова, как «коммунизм», «социализм», во многом в нашей стране стали лживыми, но сама идея несет свет завтрашнего дня…
Конституция в России каждый раз примеряется под персону вождя, что в нее вставлены глупости с одной целью: обезопасить тех, кто не имеет права руководить народом…
Частная собственность — могучий стимул творчества и инициативы людей, но без политики государственной собственности, общенациональной идеи, направленной на защиту трудящихся, мы Россию не вытащим из пропасти…

Вижу в Дальнем Востоке будущее России; из-за отдаленности от центра, в силу географического положения, региону необходимы особые экономические условия, возможно, дополнительные полномочия и большая свобода действий, чтобы он мог расширить сотрудничество со странами АТР, действовать инициативнее, а не ждать милостыни из Москвы или от лидеров «большой семерки»…
В 1999 году проиграл выборы в депутаты Госдумы 3-го созыва по 57-му южному округу, набрав 9,16 % голосов. Победил журналист Борис Резник (29,81 %). После чего покинул Хабаровск, став помощником спикера Госдумы Геннадия Селезнёва.

## Научная деятельность
С 2001 года — вице-президент Российской академии естественных наук (РАЕН) по инновационной деятельности.
Основал в 2006 году и возглавляет Группу компаний «TimeZYX». При непосредственном руководстве в России созданы отечественные программные комплексы геолого-гидродинамического 3D-моделирования ТРАСТ, TimeZYX.
С 2007 года — первый вице-президент, исполнительный директор Национального центра развития инновационных технологий (НЦ РИТ «Дельта»), который объединяет ведущие научно-исследовательские компании страны в целях научного обеспечения эффективного использования природных ресурсов и развития топливно-энергетического комплекса России на основе новейших достижений наук о Земле, информатики, физики, прикладной математики, компьютерной техники.
В 2008 году приказом руководителя Федерального агентства по техническому регулированию и метрологии назначен председателем Технического комитета по стандартизации «Геологическое изучение, использование и охрана недр ТК 431».
С 2008 года — председатель Подкомитета ТПП РФ по инвестициям в особые экономические зоны. Председатель Правления Ассоциации резидентов особых экономических зон. Сопредседатель Координационного совета Федеральной службы по интеллектуальной собственности, патентам и товарным знакам (РОСПАТЕНТ).
С 2017 года — председатель совета директоров Группы компаний «ИНТЕХ». Предприятия «ИНТЕХ» разрабатывают российские инновационные геофизические приборы и оборудование для исследований закрытого ствола нефтяных и газовых скважин.
Руководитель оргкомитета постоянно-действующей Научно-практической конференции НЦ РИТ по проблемам ТЭК имени Н. Н. Лисовского.
Имеет 36 свидетельств, 5 патентов.